# Политика на единен Китай
Политиката на единен Китай (на китайски: 一个中国政策; на пинин: yīgèzhōngguózhèngcè) е възгледът, че съществува само една държава, която би следвало да носи името „Китай“, въпреки съществуването на 2 правителства, претендиращи за това, в полза на държавите, от които се явяват част – това на Китайската народна република (владееща целия Континентален Китай и образувана от Китайската комунистическа партия след Втората световна война) и това на Република Китай (наричана и Тайван, поради това, че владее остров Формоза/Тайван и няколко други острова в близост до него, където се оттеглят лидерите на Гоминдан, изместени от комунистите, в резултат на Китайската гражданска война; тя носи официално името на старата Република Китай и претендира, че по същество е същата държава) и че само едната от тях владее териториите си законно и тези на другата също й принадлежат. Поначало политиката на единен Китай изисква трети страни да поддържат дипломатически отношения само с 1 от двете китайски правителства, но много от тях не се придържат стриктно към това.
Против политиката на единен Китай се обявяват привържениците на Тайванското движение за независимост. Де факто Тайван се явява независима държава, но остава непризната за такава от Китайската народна република (която също е независима, но не е призната за такава от Тайван), а също и от почти всички страни по света - те смятат Китайската народна република за легитимната китайска държава, като България е втората държава в света, признала това. Принципът за единен Китай се признава и от двете китайски държави в рамките на Консенсуса от 1992. Те са съгласни, че има само 1 суверенна държава, обхващаща Континентален Китай и владените от Тайван места, но всяка от тях претендира, че това е тя, което прави отношенията им обтегнати.